# Турдень
Турдень, Турдені (рум. Turdeni) — село у повіті Харгіта в Румунії. Входить до складу комуни Шимонешть.
Село розташоване на відстані 229 км на північ від Бухареста, 54 км на захід від М'єркуря-Чука, 123 км на схід від Клуж-Напоки, 89 км на північний захід від Брашова.

## Населення
За даними перепису населення 2002 року у селі проживали 115 осіб, з них 114 осіб (99,1%) угорців. Рідною мовою 114 осіб (99,1%) назвали угорську.